# Parafia Najświętszej Maryi Panny Królowej Polski w Brzostkowie
Parafia Najświętszej Maryi Panny Królowej Polski w Brzostkowie – parafia rzymskokatolicka, znajdująca się w diecezji kieleckiej, w dekanacie nowokorczyńskim.